# María Teresa Miras Portugal
María Teresa Miras Portugal (Carballiño, Orense, 19 de febrero de 1948-Madrid, 27 de mayo de 2021) fue una científica española, catedrática emérita de Bioquímica y Biología Molecular de la Universidad Complutense de Madrid (UCM), y presidenta de honor de la Real Academia Nacional de Farmacia.
Fue la primera mujer elegida para presidir una Real Academia en España, ocupando dicho cargo en la Real Academia Nacional de Farmacia entre 2007 y 2013.

## Biografía
Estudió farmacia, primero en Santiago de Compostela, para pasar a finalizar estos estudios en la Universidad Complutense de Madrid con Premio Extraordinario y Premio Nacional de la Licenciatura de Farmacia en 1971. Además desde 1975 fue “Docteur Sciences” por la Universidad  de Estrasburgo, obteniendo también el Doctorado en Farmacia por la Universidad Complutense de  Madrid. Desde 1982 fue catedrática de Bioquímica y Biología Molecular en las Universidades de Oviedo, Murcia y Complutense de Madrid. Se ha dedicado a la investigación durante más de 40 años.
Se especializó en el estudio de los receptores de nucleótidos y su repercusión en enfermedades neurodegenerativas, y su investigación se dirige fundamentalmente  a las neurociencias (funcionamiento sináptico, neurotransmisión mediada por nucleótidos, interacción de neurotransmisores, etc.).
Publicó más de 350 artículos de investigación en revistas especializadas, y compaginó su labor docente e institucional con la investigación. En 2012 fue nombrada presidenta del Comité de Expertos para el estudio de la necesidad de reformas en la universidad española.
Entre otros muchos premios y reconocimientos a su labor investigadora y docente, en 2005 recibió la Medalla Alberto Sols de la Sociedad Española de Bioquímica y Biología Molecular, en 2008 fue galardonada con el Premio María Josefa Wonenburger Planells por la Junta de Galicia, en 2011 la Comunidad de Madrid le concedió el Premio de Investigación Miguel Catalán por toda su trayectoria profesional y en 2016 en Galicia recibió la Medalla Castelao.
Estaba casada y tenía dos hijos.